# Chen Cuiting
Dans ce nom chinois, le nom de famille, Chen, précède le nom personnel.
Pour les articles homonymes, voir Chen.
Chen Cuiting (chinois : 陳 翠婷), née le 15 juillet 1971 à Changsha, est une gymnaste artistique chinoise.

## Palmarès

### Championnats du monde
- Stuttgart 1989
  -  médaille de bronze au concours par équipes